# Donarmee

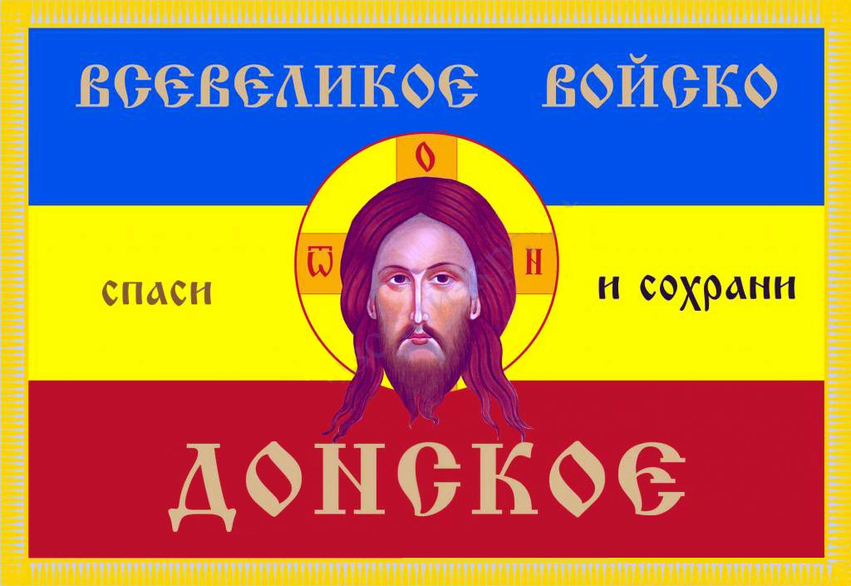
Flagge der Donkosaken Armee

Die Donarmee oder auch Allmächtige Donarmee (russ. Всевели́кое во́йско Донско́е, Wsewelikoe woisko Donskoe) auch Große Armee des Dons und der Donrepublik – war eine unabhängige, selbsternannte antibolschewistische Republik, die auf dem Territorium der Donkosaken gegen die ebenfalls selbsternannte Don-Sowjetrepublik gebildet wurde. Die Donrepublik bestand während des Russischen Bürgerkriegs nach dem Zusammenbruch des Russischen Reiches von 1918 bis 1920. Die von den Donkosaken gebildete Donarmee gehörte zur Weißen Armee.

Gebiet des Donkosaken Heeres 1900

## Geschichte
Die Versammlung der Donkosaken – der Krug – proklamierte am 18. Mai 1918 die Unabhängigkeit der Donrepublik. Dies geschah nach der Liquidierung der von den Bolschewiki kontrollierten Don-Sowjetrepublik am 10. Mai 1918. Die Donarmee beanspruchte das Territorium des Dongebiets (Oblast des Don-Heeres) mit der Stadt Nowotscherkassk als Hauptstadt. Administrativ war die Donrepublik in zehn Okrugs aufgeteilt. Ataman der Donarmee war bis 1919 Pjotr Nikolajewitsch Krasnow. Ab 1919, nach dem Wegfall der Unterstützung durch das Deutsche Reich und unter zunehmenden militärischen Druck, wurde sie in die Streitkräfte Südrusslands integriert.
Der Name Allmächtige Donarmee bildet einen historischen Rückgriff auf die Bezeichnung der Donkosakenarmee im 17. Jahrhundert durch Abgesandte des Zaren.

## Anführer der Donarmee
- 1918–1919 – Ataman Pjotr Nikolajewitsch Krasnow
- 1919–1921 – General Afrikan Petrowitsch Bogajewski (nach der Entlassung Krasnows)